# Nieuwe Rijnvaart Maatschappij
De Nieuwe Rijnvaart Maatschappij (NRM) was een in Amsterdam gevestigde Nederlandse rederij die heeft bestaan tussen 1903 en 1982. De rederij was geheel gericht op de Rijnvaart, de binnenscheepvaart op de Rijn en zijrivieren.

## Geschiedenis
De Nieuwe Rijnvaart Maatschappij is voortgekomen uit de Koninklijke Nederlandsche Stoomboot-Maatschappij (KNSM), een in 1856 te Amsterdam opgerichte rederij, die zich in 1903 vestigde op het enkele jaren eerder aangelegde KNSM-eiland (toen nog IJ-eiland geheten) in het Oostelijk Havengebied. De KNSM was vooral gericht op de zeevaart, maar probeerde vrijwel vanaf het begin ook voet aan de grond te krijgen op de binnenvaart, echter zonder veel succes. Het nieuwe etablissement op het IJ-eiland was ideaal gelegen voor de overslag van goederen van zeeschepen naar binnenvaartschepen, en andersom. Het leek daarom onlogisch om de binnenvaart over te laten aan andere partijen, met name de potentieel lucratieve rijnvaart, die tot dan toe door Rotterdamse rederijen werd beheerst. Om die reden wensten de de jonge KNSM-directeuren Ernst Heldring (1871-1954) en Paul den Tex (1871-1958) de activiteiten uit te breiden naar de binnenvaart op de Rijn, de belangrijke vervoersas naar Duitsland en Zwitserland. Daartoe werd in datzelfde jaar 1903 de Nieuwe Rijnvaart Maatschappij opgericht, waarvan de aandelen grotendeels in bezit waren van de KNSM. Op 14 januari 1904 verliet de stoomboot Katwijk de rede in Amsterdam, het begin van de lijndienst naar Bingen. Later dat jaar volgden nog twee schepen, de Steenwijk en de Noordwijk.

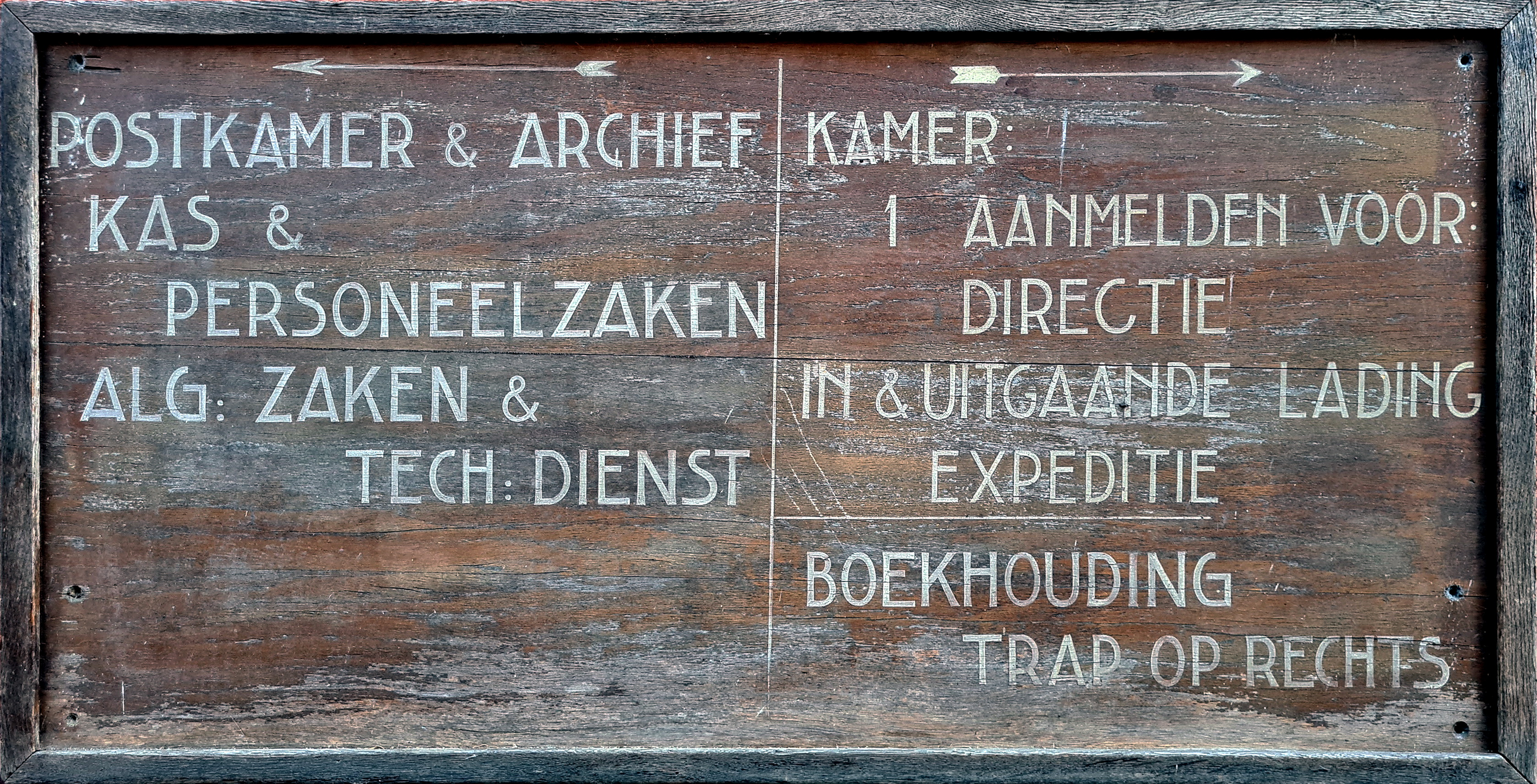
Informatiebord afkomstig uit het oude NRM-kantoor aan de Levantkade

Waarschijnlijk deelde de NRM gedurende de eerste jaren de bedrijfsruimten met het moederbedrijf aan de Levantkade. In 1909 ontwierpen de gebroeders J.G. & A.D. van Gendt een eigen gebouw voor de NRM op het oostelijk deel van de kade, met kantoren, een veilinglokaal en werkplaatsen. Mogelijk werd toen ook de L-vormige loods 3 gebouwd, deels op de Levantkade, deels op de naamloze oostkade. In 1914 beschikte de NRM al over 26 stoomschepen, lichters niet meegerekend. De schepen voeren tot Bazel en Straatsburg. De circa 8 m diepe Ertshaven was bereikbaar voor zowel binnenvaartschepen als zeeschepen, waardoor de lading direct van het ene schip naar het andere kon worden overgeladen. Eveneens in 1916 behoorde de NRM tot de zes Amsterdamse rederijen die hun hoofdkantoor vestigden in het Scheepvaarthuis aan de Prins Hendrikkade. Het Oostelijk Havengebied beleefde tussen de twee wereldoorlogen de grootste bloei, maar of dat ook voor de NRM gold is niet duidelijk.
Aan het einde van de Tweede Wereldoorlog viel het vrachtvervoer over de Rijn zo goed als stil. Enkele loodsen aan de Levantkade werden door bombardementen beschadigd; andere werden door de Duitse bezetter in gebruik genomen als interneringskamp voor Nederlandse mannen die opgepakt waren in verband met de Arbeitseinsatz. Na de bevrijding werd in diezelfde loodsen het Interneringskamp Levantkade gevestigd voor NSB'ers en andere collaborateurs. De NRM was hier direct bij betrokken, omdat loods 3, de L-vormige fruitloods, was ingericht als verblijfsplaats voor de vrouwen. Na de opheffing van het kamp in juli 1946 werd de bedrijfsvoering weer opgepakt. De ontwikkeling van het Westelijk Havengebied in de jaren 1960, dat beter geoutilleerd was voor het opkomend containervervoer, betekende op termijn het einde voor de havenactiviteiten in het Oostelijk Havengebied.
Daarnaast deed zich in die periode een overnamegolf voor in de Nederlandse rederijwereld. In 1981 sloot de KNSM zich aan bij het fusiebedrijf Nedlloyd. Twee jaar eerder had de rederij al afscheid genomen van 'haar' eiland in het Oostelijk Havengebied. De NRM beëindigde eveneens in 1979 haar activiteiten aan de Levantkade. Op 30 april 1980 verkocht de toen nog zelfstandige KNSM haar aandelen in de NRM, waarna het bedrijf nog twee jaar zelfstandig doorwerkte onder de naam Nieuwe Rijnvaart Maatschappij 1980 B.V. In 1982 volgde de liquidatie.
De bedrijfsgebouwen van de NRM (en de KNSM) werden in maart 1979 eigendom van de gemeente Amsterdam. Op 10 september 1980 werd het leegstaande administratiegebouw gekraakt door een groep woningzoekenden uit de Amsterdamse Transvaalbuurt, voor een deel kunstenaars. Het pand werd geschikt gemaakt voor bewoning of voor gebruik als atelier of bedrijfsruimte. Een nog leegstaand gedeelte werd eind 1980 in gebruik genomen door opvangcentrum De Vuurtoren uit Amsterdam-West, die er een reparatiewerkplaats voor auto's begon. Voor het behoud van het pand, dat bestemd was voor de sloop, werd een langdurige strijd gevoerd tussen de krakers en onder anderen wethouder van economische zaken Enneüs Heerma. "Levantkade 10", zoals het pand destijds bekendstond, was een van de vijf of zes kraakpanden op het KNSM-eiland. In het masterplan van stedenbouwkundige Jo Coenen uit 1988 bleven al deze gebouwen behouden. Van de grote, L-vormige loods werd het gedeelte langs de oostkade al vóór 1980 gesloopt; het andere deel waarschijnlijk in 1990 of 1991. In 1991-1992 werd het voormalige NRM-kantoor in opdracht van woningbouwvereniging Het Oosten verbouwd tot woonwerkgebouw met appartementen, ateliers, atelierwoningen en bedrijfsruimten, waarna de krakers een huurcontract kregen aangeboden.

## Erfgoed

### Gebouwen
Het hoofdkantoor/directiekantoor van de  Nieuwe Rijnvaart Maatschappij was gevestigd in het Scheepvaarthuis op de hoek van de Prins Hendrikkade en de Binnenkant in het centrum van Amsterdam. Het gebouw, waarin behalve de NRM vijf andere rederijen gevestigd waren, kwam tot stand tussen 1913 en 1916 in een stijl die het midden houdt tussen art nouveau en art deco, en gezien wordt als een voorbode van de Amsterdamse School. De architecten waren Johan Godart & Adolf Daniël Nicolaas van Gendt, Jo van der Mey, Michel de Klerk en Piet Kramer. Bijzonder zijn de gevelsculpturen van Hildo Krop, waaronder allegorische voorstellingen van de zes rederijen. De gebeeldhouwde voorstelling van de NRM stelt "Vadertje Rijn" voor, geflankeerd door twee waternimfen, de Neckar en de Main. De lange, golvende haren van de nimfen verbeelden tegelijkertijd het rivierwater. Na het vertrek van de scheepvaartmaatschappijen in 1979 was hier enige tijd het Gemeentevervoerbedrijf van Amsterdam gevestigd (1983-2004). Sinds 2007 is er, na een grondige opknapbeurt, een hotel gevestigd, het Grand Hotel Amrâth Amsterdam. Het gebouw is sinds 1974 een rijksmonument.
Het voormalige bedrijfspand van de Nieuwe Rijnvaart Maatschappij aan de Levantkade bestaat nog, zij het in sterk gewijzigde en verkleinde vorm. Het administratiekantoor annex veilinglokaal en werkplaats werd vermoedelijk in 1909 gebouwd naar ontwerp van de gebroeders Van Gendt, de 'huisarchitecten' van de KNSM. Het gebouw heeft een betonskelet van gewapend beton opgevuld met baksteen. Het pand is in 1991-1992 verbouwd naar ontwerp van Hein de Haan en Michiel van Pelt (CASA architecten). Delen van de laagbouw werden gesloopt om ruimte te maken voor een glazen entreehal en, aan de oostzijde, een vrijstaand appartementengebouw van de hand van dezelfde architecten. Aan de kant van de KNSM-laan herinnert een keermuur aan het laadperron dat hier lag. In het interieur zijn delen van de betonskeletbouw te zien.
Van de L-vormige NRM-loods (loods 3 of Rijnloods) bleef niets bewaard. Op deze locatie staan sinds 1997 zeven watervilla's, de zogenaamde 'parels' van architect Jo Coenen. De villa's staan in een krans om het grote, cilindrische woongebouw Emerald Empire van dezelfde architect. Coenen liet een deel van de rechthoekige kade afronden, passend bij de ronde vormen van de architectuur. Slechts de naam Rijnloodspad herinnert aan de loods.

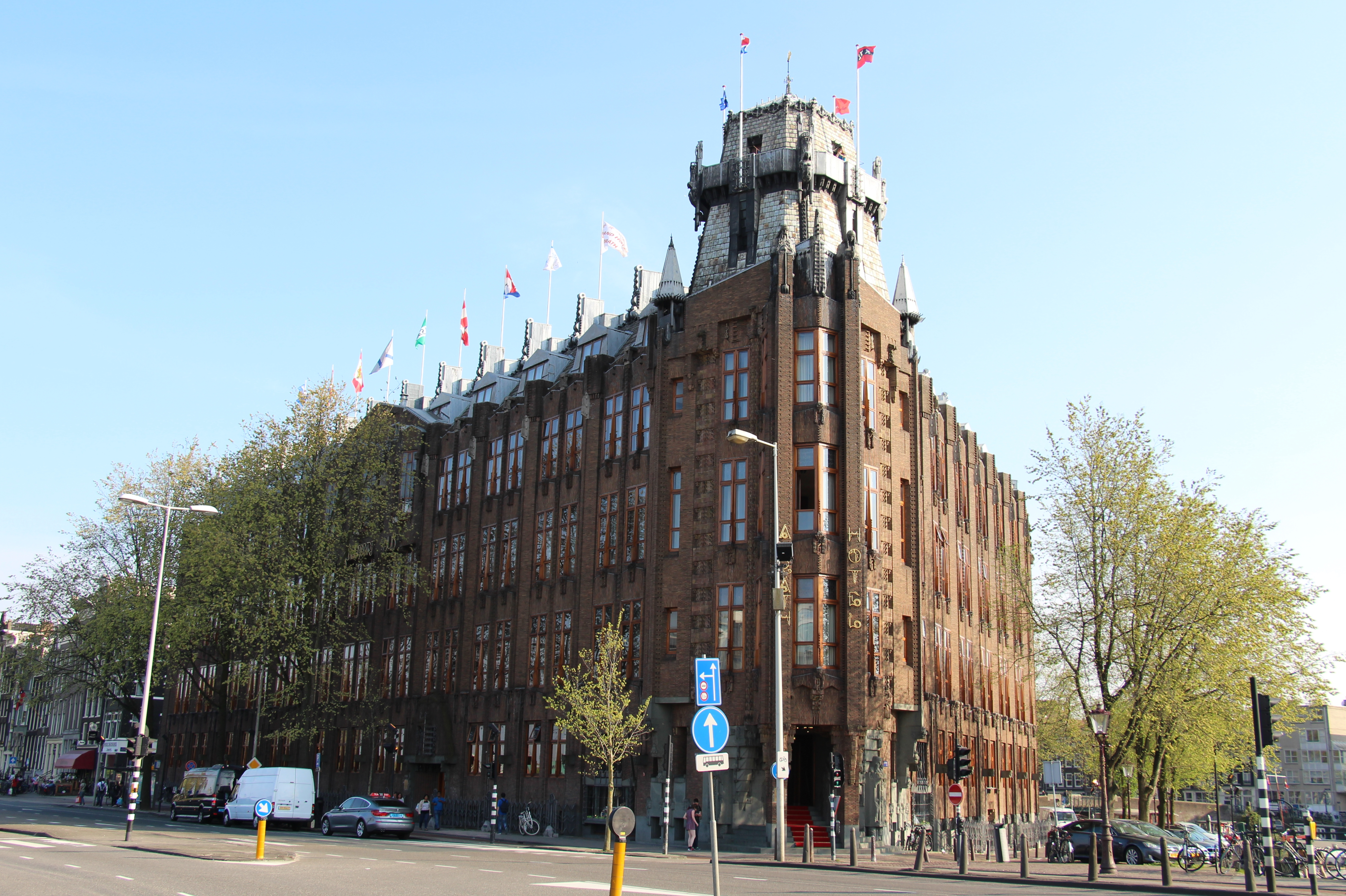
Scheepvaarthuis, gezien vanaf de Prins Hendrikkade
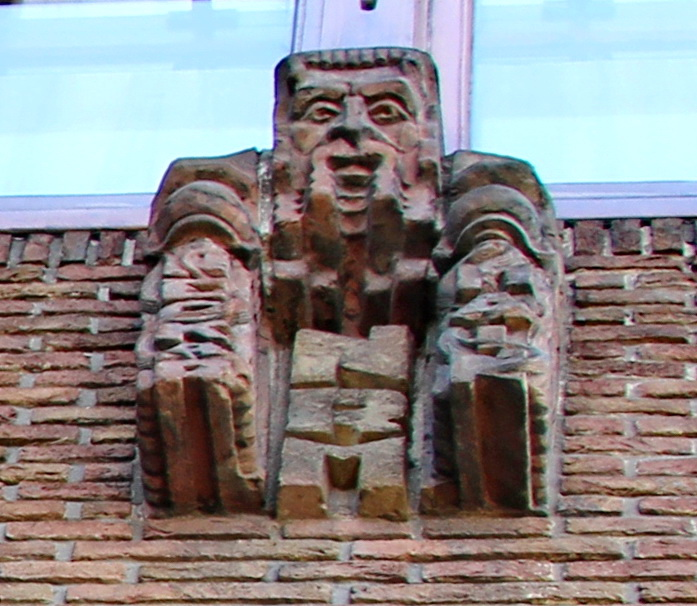
Idem, geveldetail met allegorische voorstelling NRM
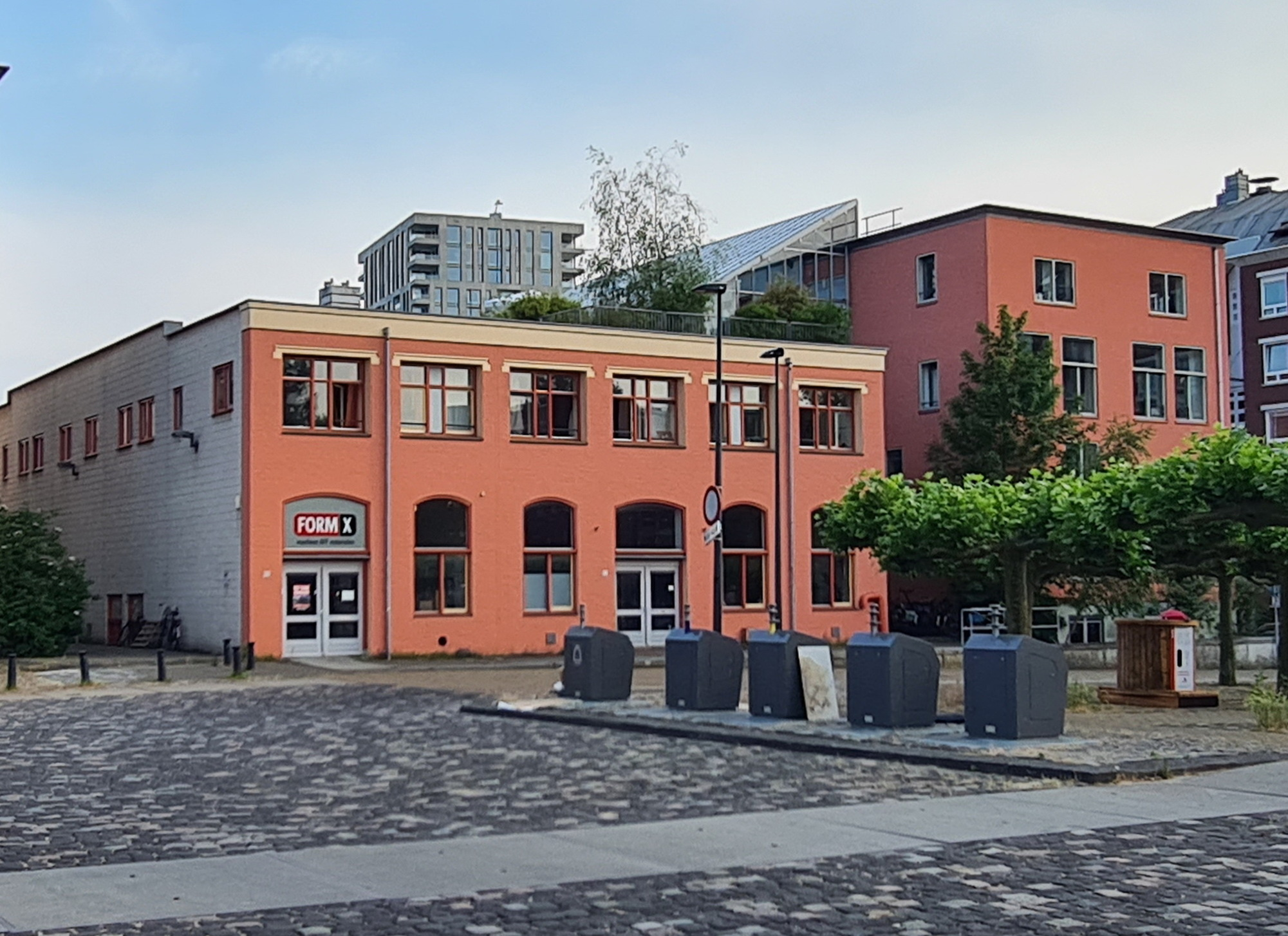
Vm. bedrijfspand, gezien vanaf de KNSM-laan
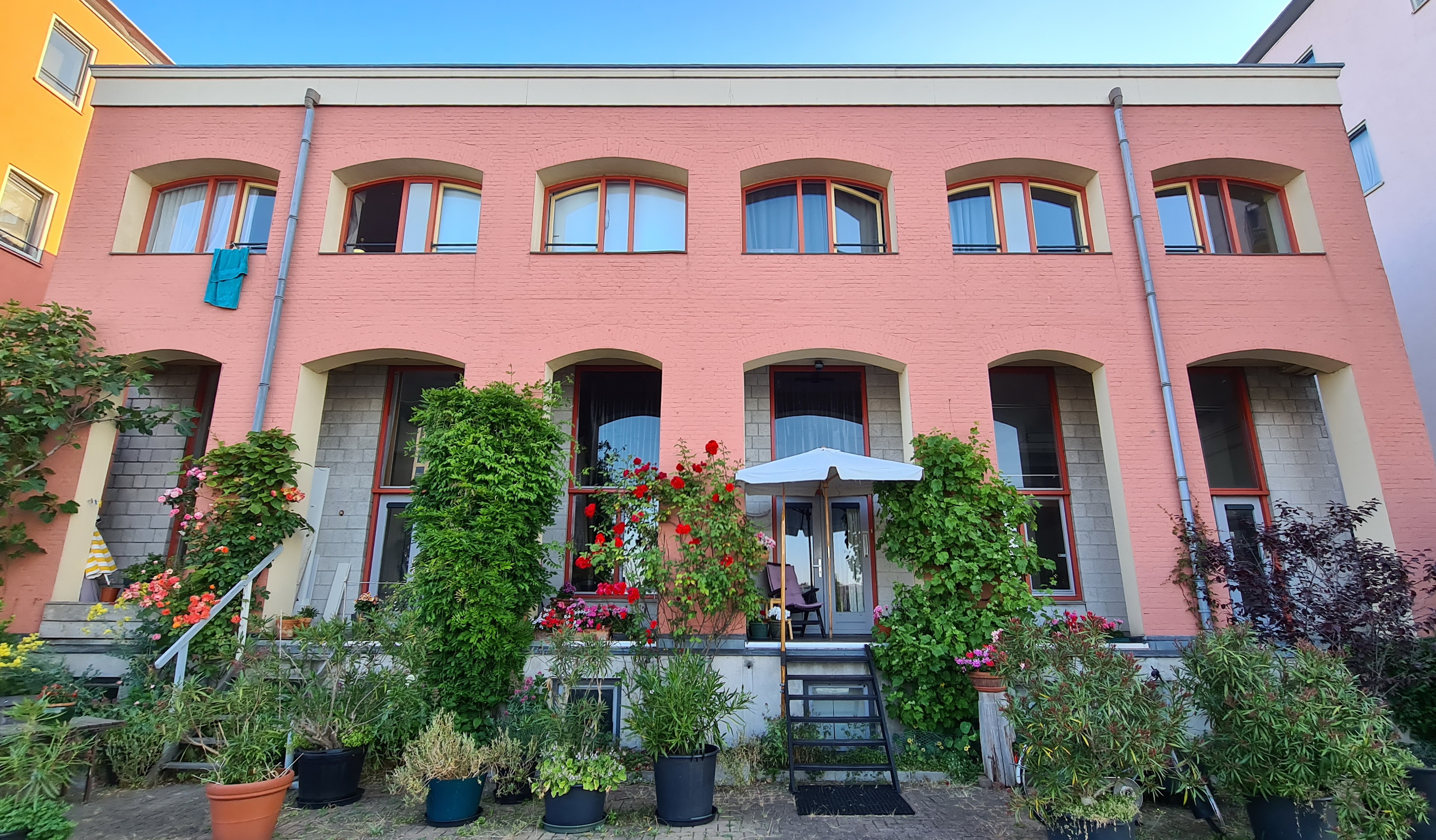
Idem, de laagbouw aan de Levantkade

### Schepen

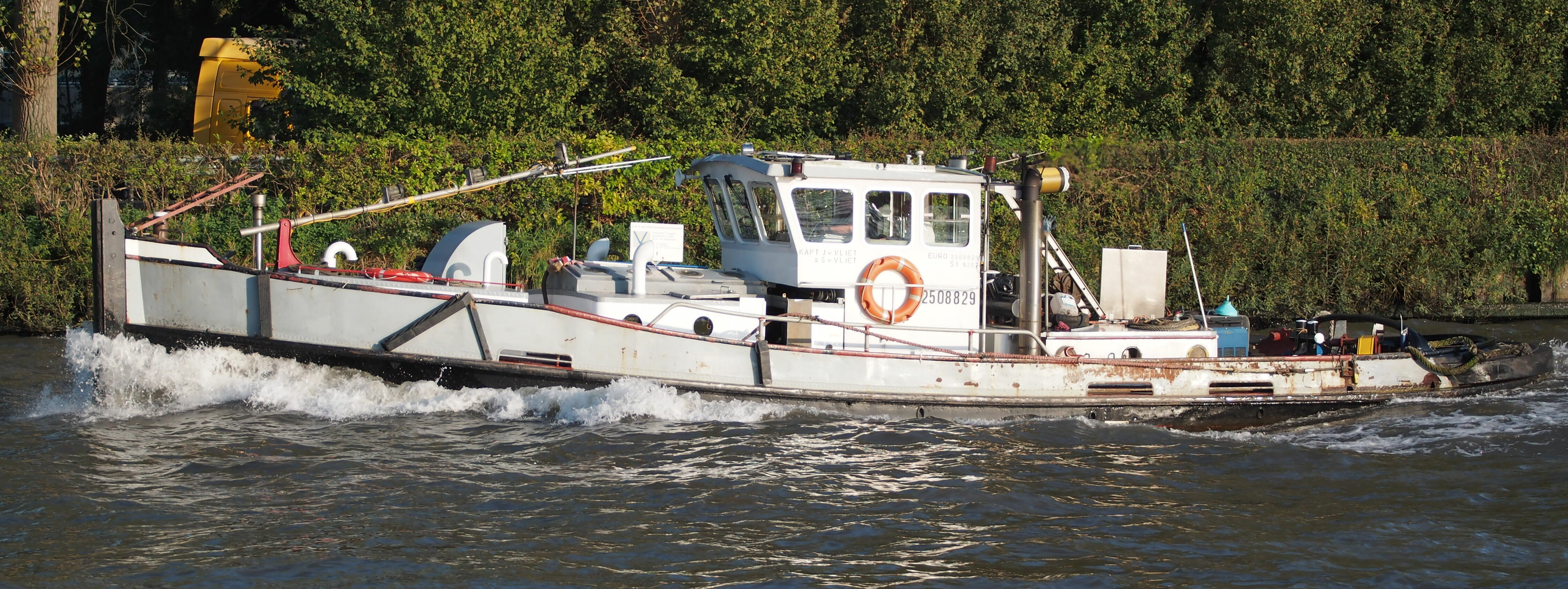
Sleepboot Kroonwijk (1955) in het Amsterdam-Rijnkanaal in 2013

In de bijna tachtig jaar dat de NRM bestond hebben meer dan honderd schepen voor deze rederij gevaren, sommige kort, andere vele tientallen jaren. NRM-schepen waren herkenbaar aan hun namen eindigend op -wijk en de toevoeging NRM. De schepen stonden om die reden bekend als 'wijkschepen'. Voor zover bekend varen van alle wijkschepen nog slechts twee sleepboten onder hun oorspronkelijke naam: de Krachtwijk uit 1950 en de Kroonwijk uit 1955. Enkele schepen functioneren nog als vrachtschepen, maar onder andere namen. Sommige vrachtschepen zijn omgebouwd tot passagiers- of woonschepen. Zo beleefde een van de allereerste schepen van de NRM, het stoomvrachtschip Waalwijk uit 1903, na een grondige verbouwing een nieuw leven als passagiersschip Lady Anne op de Rijn. In 2022 en 2023 werd het schip gesignaleerd in Maassluis, waar het als huisvesting voor asielzoekers dienst deed. De meeste wijkschepen zijn gesloopt.

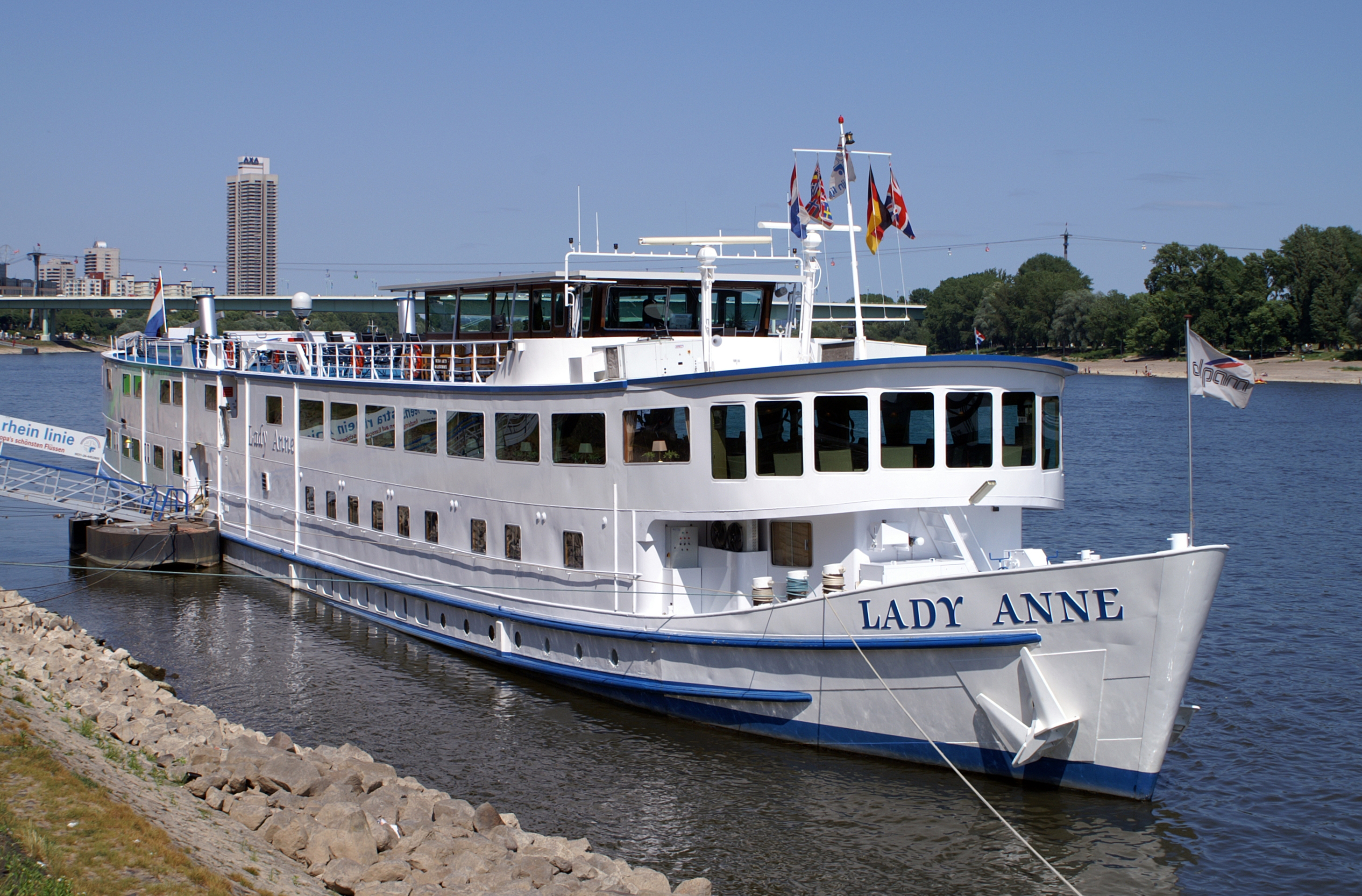
Lady Anne, voorheen Waalwijk (1903), op de Rijn in Keulen
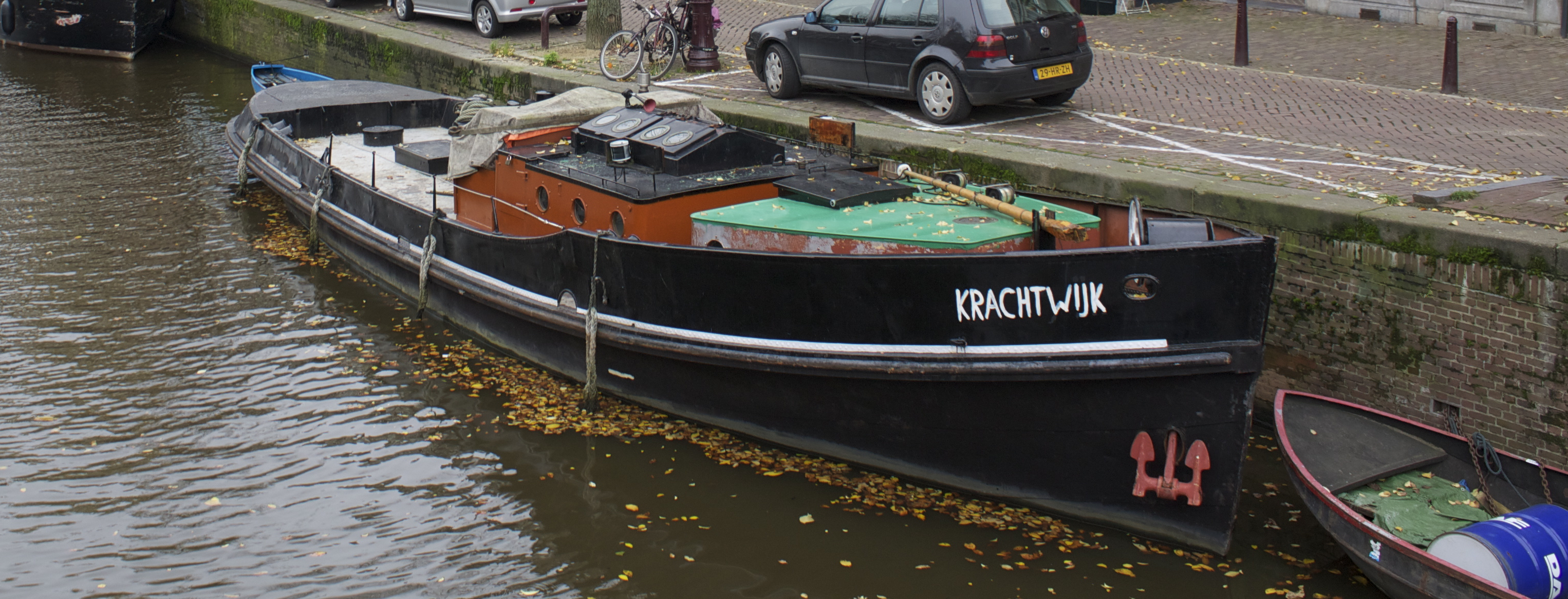
Sleepboot Krachtwijk (1950), afgemeerd aan de Prinsengracht
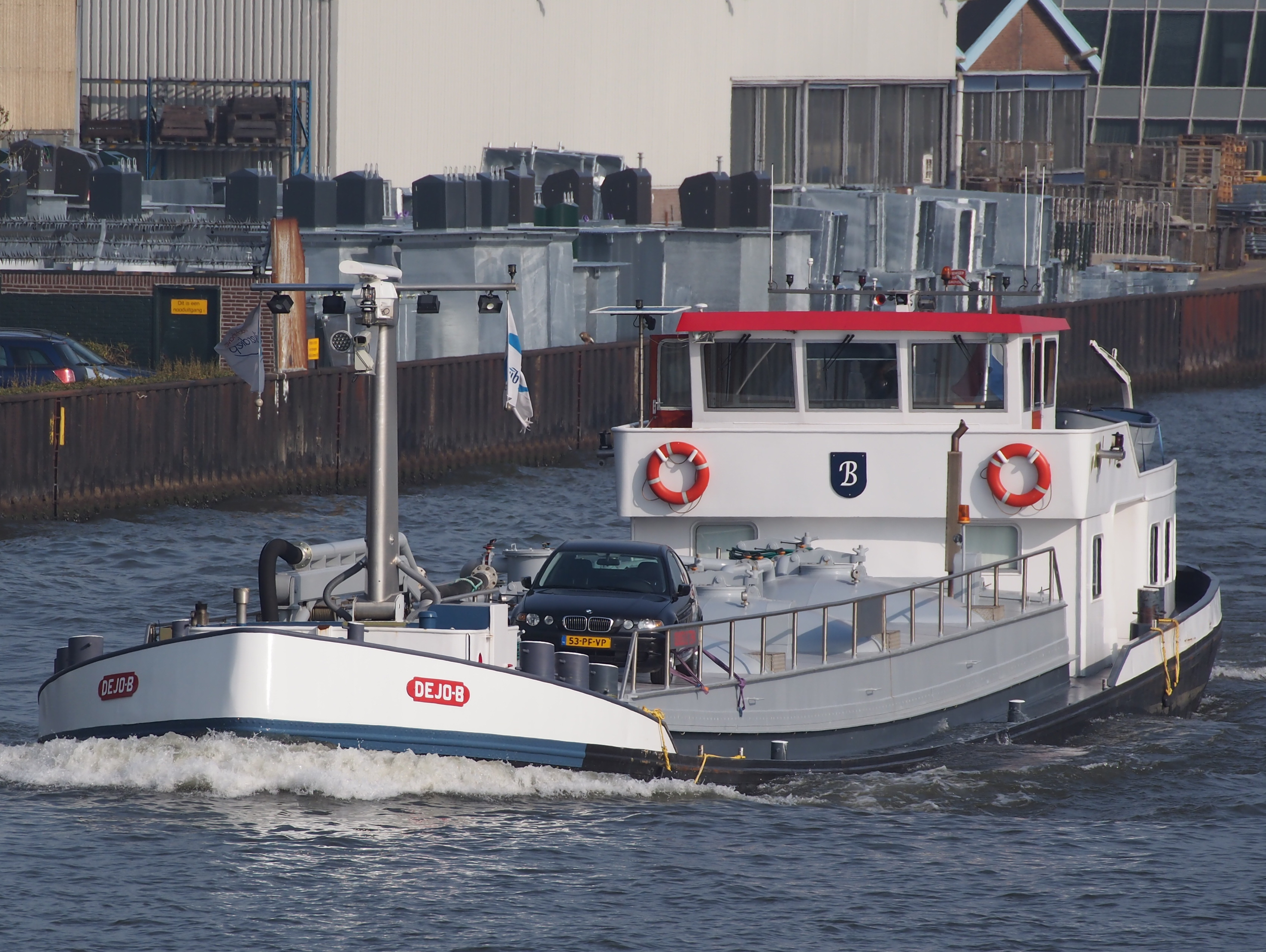
Dejo-B, voorheen Maarwijk (1957) in het Amsterdam-Rijnkanaal
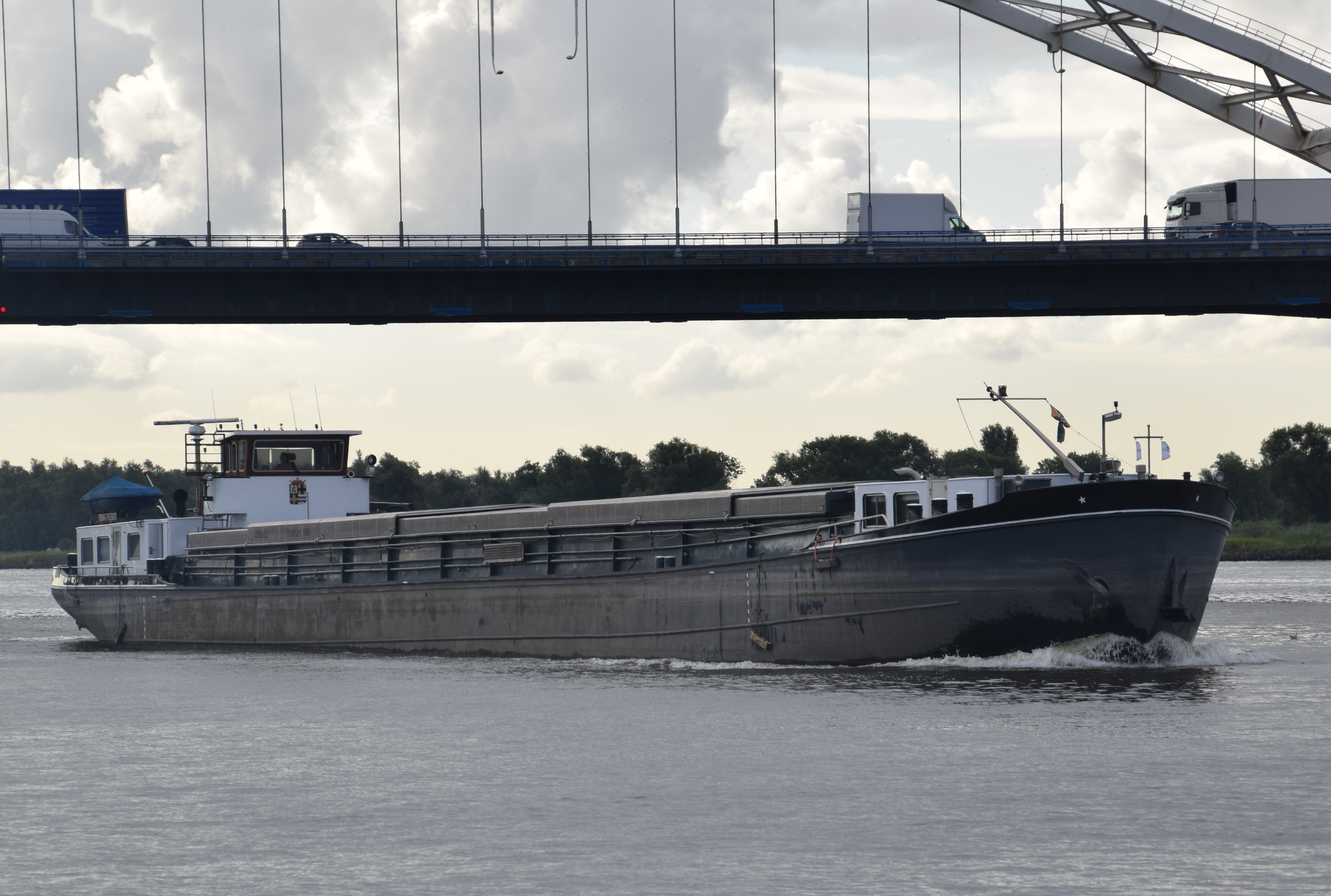
Donna, voorheen Staalwijk (1961) op de Boven-Merwede
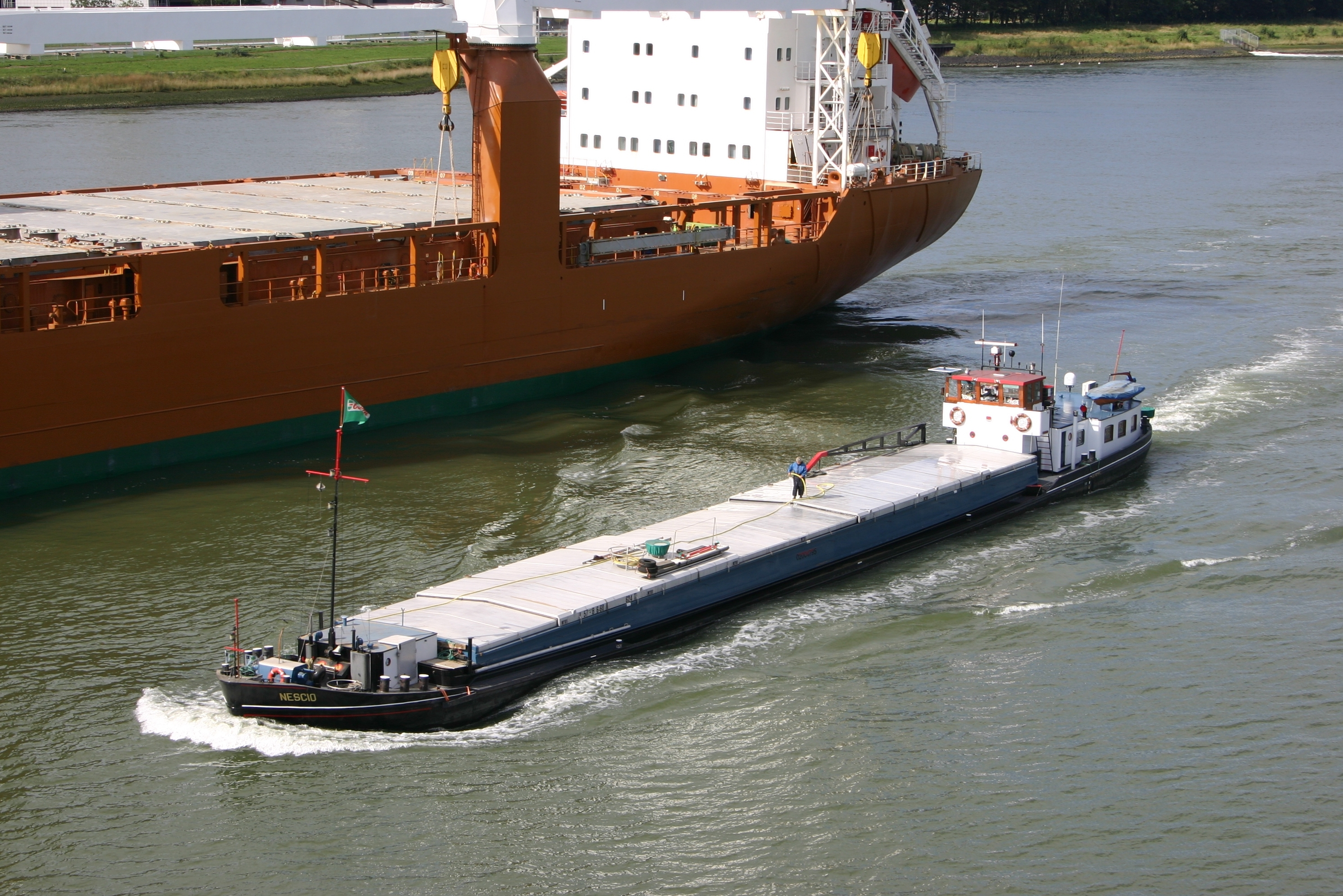
Nescio, voorheen Baardwijk (1955) op de Nieuwe Waterweg

### Overig erfgoed
- Het Scheepvaartmuseum in Amsterdam en het Zee- en Havenmuseum in IJmuiden bezitten tekeningen en foto's van schepen, scheepsmodellen en ander materiaal met betrekking tot de NRM (en KNSM).[20]
- Het archief van de Nieuwe Rijnvaart Maatschappij is onderdeel van het KNSM-archief, dat in 2011 door de toenmalige eigenaar, de Deense rederij Maersk, geschonken is aan het Stadsarchief Amsterdam (toegangsnummer: 30565).[21]
- Kop vóór, het maandblad van de NRM, is in bepaalde bibliotheken en archieven in te zien.